# John Jackson (boxe anglaise)
Pour les articles homonymes, voir Jackson et John Jackson (homonymie).
John Jackson est un boxeur anglais combattant à mains nues né le 25 septembre 1769 et mort le 7 octobre 1845 à Londres.

## Carrière
Passé professionnel en 1788 après une victoire contre William Fewterel, il devient champion d'Angleterre des poids lourds le 15 avril 1795 en détrônant Daniel Mendoza au 9e round. Jackson met un terme à sa courte carrière l'année suivante puis ouvre une académie de boxe.

## Distinction
- John Jackson est membre de l'International Boxing Hall of Fame depuis 1992.